# Agathidium rumsfeldi
Espèce
Agathidium rumsfeldi est une espèce de coléoptères de la famille des Leiodidae.

## Répartition
Agathidium rumsfeldi est endémique du Mexique où ce coléoptère se rencontre depuis l’État Hidalgo jusqu'à celui d'Oaxaca.

## Systématique
Le nom valide complet (avec auteur) de ce taxon est Agathidium rumsfeldi K.B.Miller (d) & Q.D.Wheeler, 2005,.

### Étymologie
Son épithète spécifique, rumsfeldi, lui a été donnée en l'honneur de Donald Rumsfeld.
Il a été donné par deux anciens entomologistes de l'université Cornell, Dr Kelly Bryce Miller (d) (aujourd'hui à la Brigham Young University) et Dr Quentin D. Wheeler (aujourd'hui au Muséum d'histoire naturelle de Londres), qui ont aussi nommé avec humour Agathidium cheneyi, et Agathidium bushi. Selon Miller et Wheeler, la dénomination des coléoptères a été faite pour rendre hommage aux figures politiques.

### Publication originale
- (en) Kelly B. Miller et Quentin D. Wheeler, « Slime-Mold Beetles of the Genus Agathidium Panzer in North and Central America, Part II. Coleoptera: Leiodidae », Bulletin of the American Museum of Natural History, New York, Musée américain d'histoire naturelle, vol. 291, no 1,‎ 24 mars 2005, p. 1-167 (ISSN 0003-0090 et 1937-3546, OCLC 1287364, DOI 10.1206/0003-0090(2005)291<0001:SBOTGA>2.0.CO;2, lire en ligne).